# شهر المفرق
شهر المفرق (به عربی: المفرق) یک منطقهٔ مسکونی در اردن است که در استان مفرق واقع شده‌است.

## خصوصیات
شهر المفرق ۱۴ کیلومترمربع مساحت و ۵۶٬۳۴۰ نفر جمعیت دارد و ۷۰۰ متر بالاتر از سطح دریا واقع شده‌است.